# 郵政局

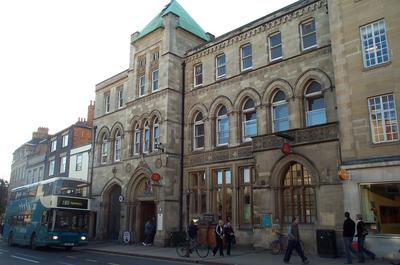
一間位於英國牛津的主要郵政局

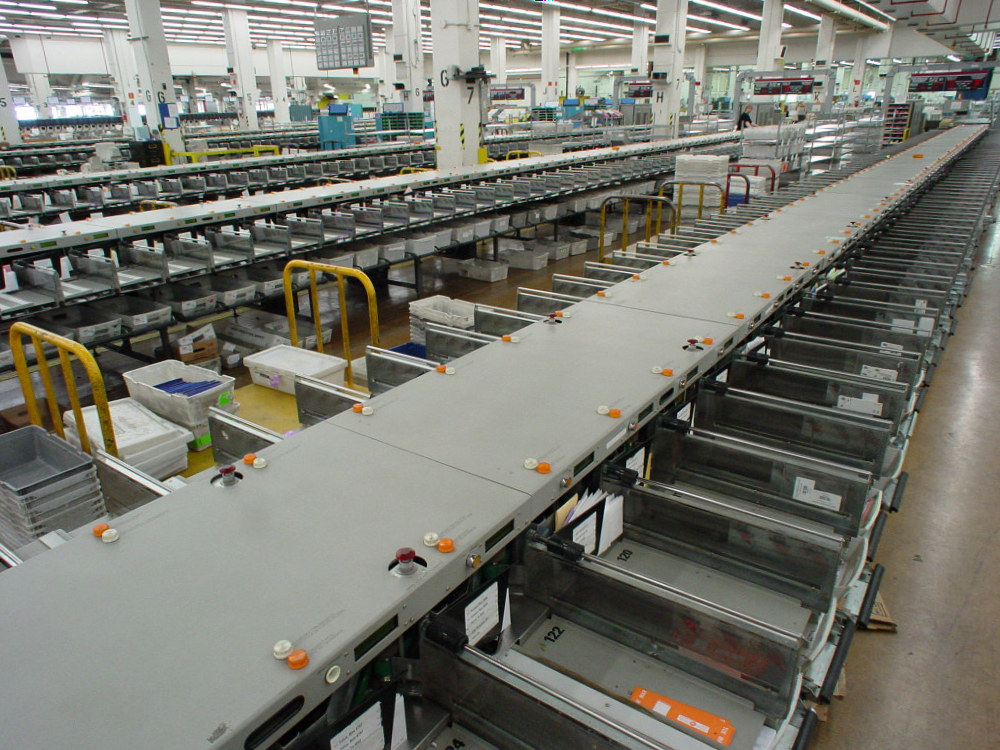
自動化郵局分信傳遞線

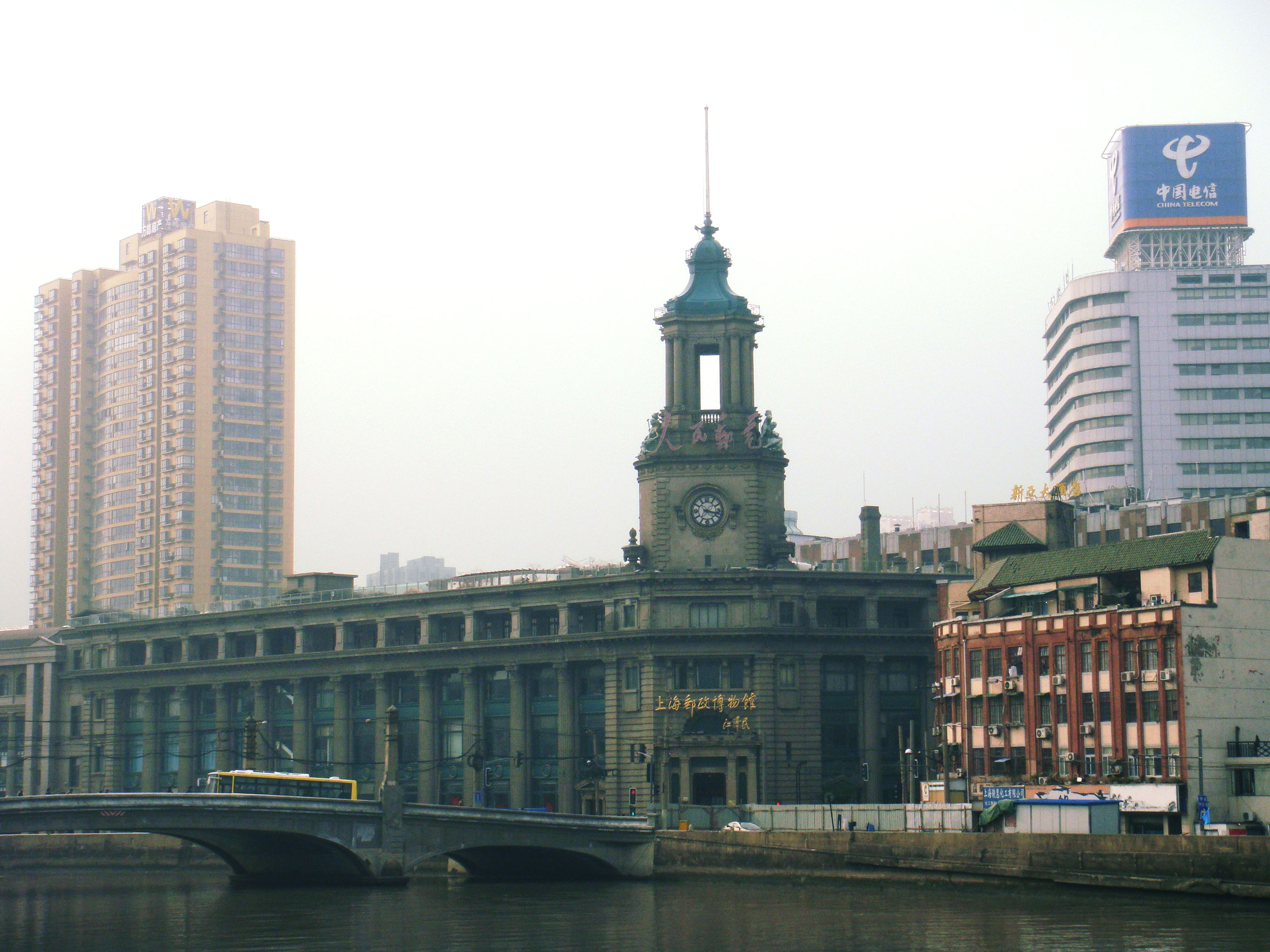
上海郵政總局，上海，中國大陸

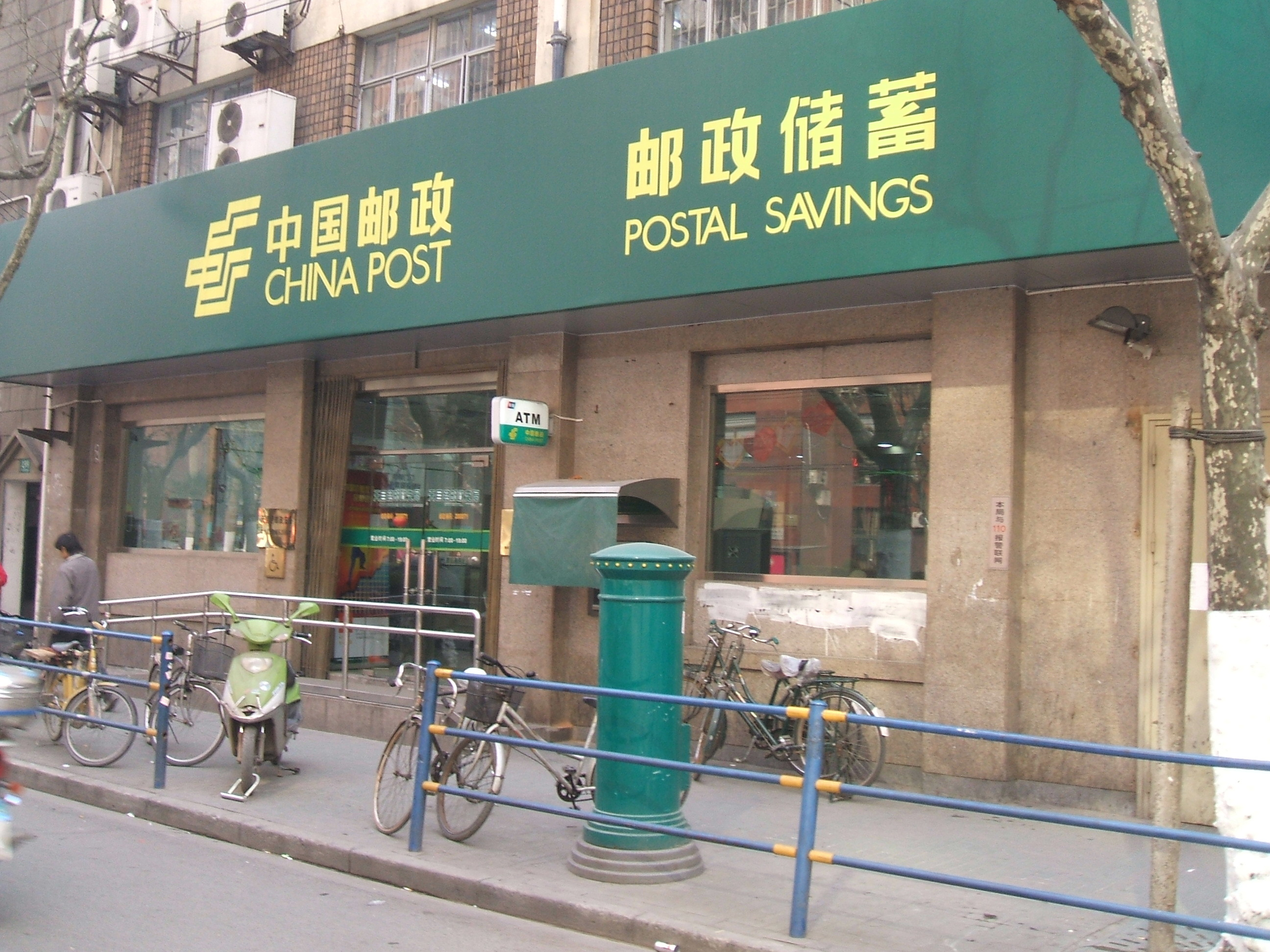
中國大陸郵政郵局（上海）

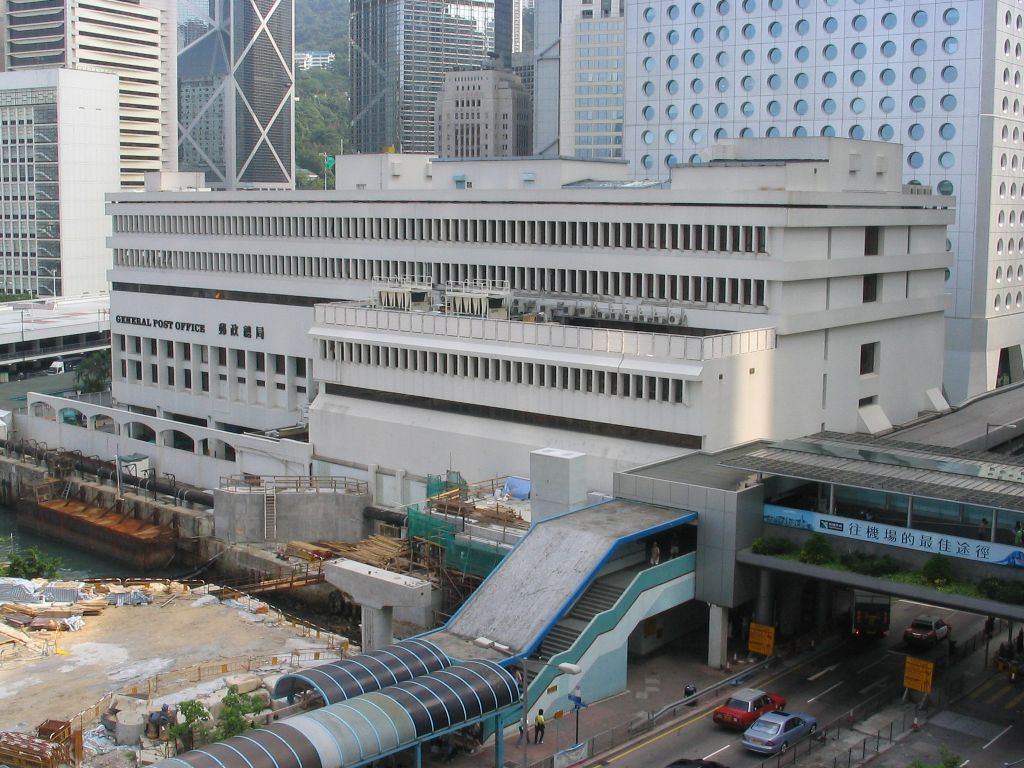
香港邮政总局

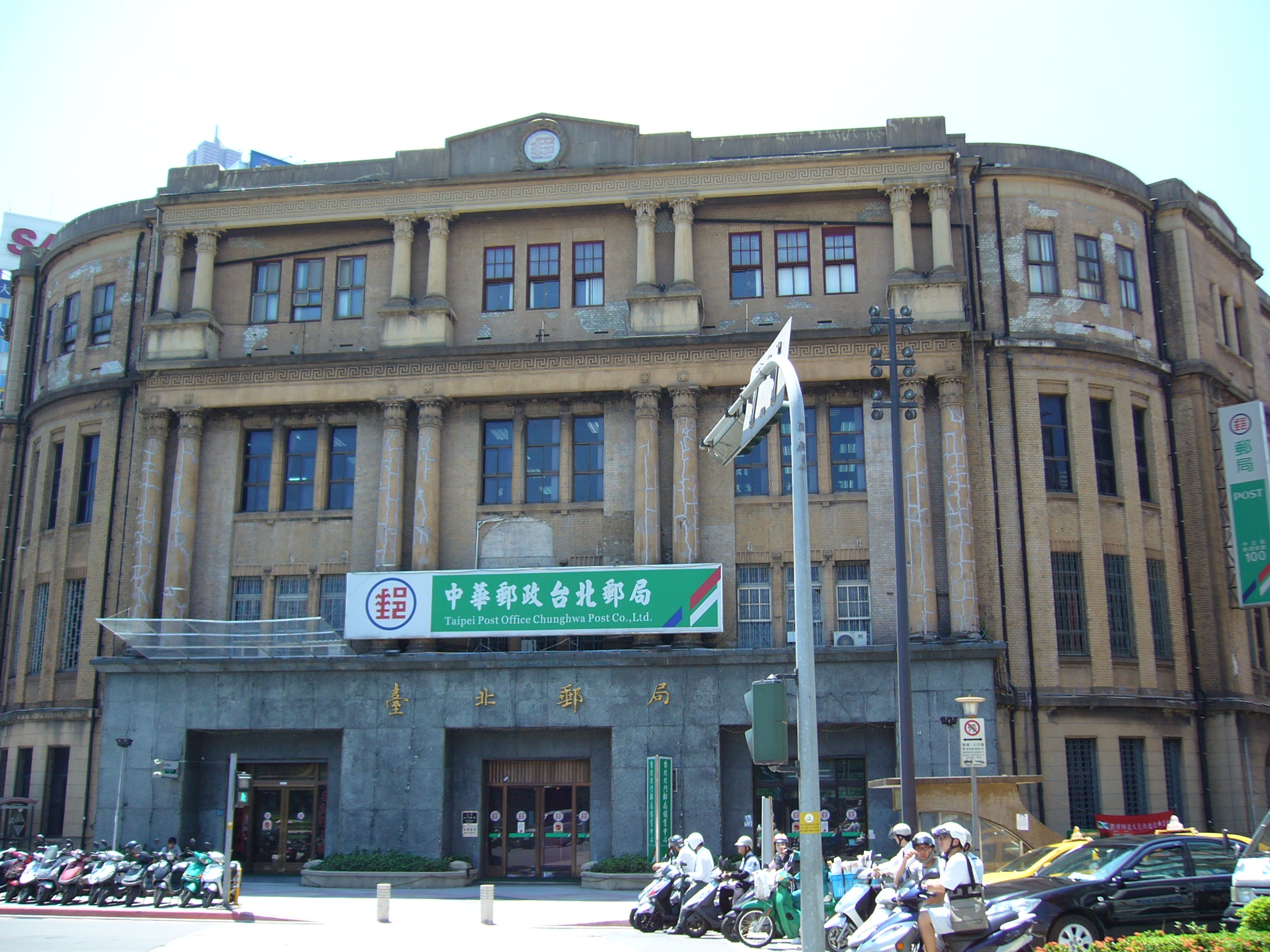
位於台北的臺北郵局

郵政局是郵政系統中的基本設施。

## 功能
郵局負責郵件的投寄、收件、分類、處理、傳送及交付。郵政局亦會提供其他郵政相關的服務，例如郵政信箱、郵資及包裝供應。另外，一些郵政局亦會提供非郵政服務，如處理護照及其他政府表格的申請、匯票，以及銀行、保險等金融服務。
對於不想在家中或辦公室收件的人，或居住地點偏僻而無法使用郵政服務的人，郵政局會對他們借出郵政信箱（設於郵政局內），令他們可在郵政局中收件。
郵政局的內房會用作處理郵件的分類及交付。郵件亦會被一些不對公眾開放（沒有服務櫃檯）的郵政局去處理，例如郵件處理中心。

## 郵政概念
- 郵票
- 郵件
- 郵差
- 郵區編號
- 免費郵遞（商業回郵）

## 邮政机构
- 萬國郵政聯盟
- 英國皇家郵政
- 法國郵政
- 美國郵政
- 德國郵政
- 韓國郵政
- 中華郵政（臺灣）
- 中国邮政（中国大陸）
- 香港郵政
- 澳門郵政
- 日本郵政

## 外部連結
- （英文）萬國郵政聯盟 （页面存档备份，存于）
- （英文）GRC Database Information （页面存档备份，存于）
- 世界各地的郵政局的照片（页面存档备份，存于）